# Аносов, Виктор Яковлевич
Виктор Яковлевич Аносов (10 ноября 1891, Саратов — 14 мая 1972) — советский учёный в области физико-химического анализа, лауреат премии им. Н. С. Курнакова.

## Биография
Родился в семье инженера. Учился в Саратовском реальном училище. В 1918 году окончил Горный институт в Петрограде, в котором учился у кристаллографа Е. С. Федорова, химиков И. Ф. Шредера, Н. С. Курнакова, Н. П. Вейнмарна.
С 1918 г. работал в Саратовском университете ассистентом на кафедре фармации, затем доцентом на кафедре технической химии, также в течение нескольких лет занимал должность краевого судебного химика. Одновременно окончил физико-математический факультет Саратовского университета по химической специальности.
С 1929 г. — профессор Пермского университета, заведовал кафедрой аналитической и технической химии. С 1932 г. — профессор Ленинградского педагогического института им. А. И. Герцена.
С 1933 г. — научный сотрудник Лаборатории общей химии АН СССР в Ленинграде (руководитель — Н. С. Курнаков). После переезда в 1935 г. Академии наук СССР в Москву до последних дней жизни работал в Институте общей и неорганической химии (им. Н. С. Курнакова).

## Труды
Основные научные труды посвящены разработке геометрии химических диаграмм. Является автором монографии «Геометрия химических диаграмм двойных систем» (1949).
Предложил метод изображения многокомпонентных систем, так называемый метод спиральных координат, позволяющий изображать системы любой сложности, не используя понятия многомерной геометрии.
Читал в МГУ им. М. В. Ломоносова первые лекции по физико-химическому анализу, организовал практикум по этой дисциплине.
За написанную в соавторстве с С. А. Погодиным монографию «Основные начала физико-химического анализа» удостоен первой премии им. Н. С. Курнакова (1947).

### Сочинения
- Основные начала физико-химического анализа [Текст] / В. Я. Аносов и С. А. Погодин ; Акад. наук СССР. Ин-т общей и неорган. химии им. Н. С. Курнакова. — Москва ; Ленинград : Изд-во и 2-я тип. Изд-ва Акад. наук СССР, 1947 (Москва). — 876 с., 6 л. фронт. (портр.) : ил., портр.; 26 см.
- Основы физико-химического анализа [Текст] / В. Я. Аносов, М. И. Озерова, Ю. Я. Фиалков ; АН СССР, Ин-т общей и неорган. химии им. Н. С. Курнакова. — Москва : Наука, 1976. — 503 с. : ил.; 26 см.
- Практическое руководство по физико-химическому анализу [Текст] : Конденсир. неметалл. системы / В. Я. Аносов, Н. П. Бурмистрова, М. И. Озерова, Г. Г. Цуринов; [Науч. ред. проф. Л. Г. Берг]. — Казань : Изд-во Казан. ун-та, 1971. — 173 с., 1 отд. л. граф. : черт.; 20 см.
- Начертательная геометрия в применении к химическим диаграммам тройных и четверных систем [Текст] / В. Я. Аносов ; Акад. наук СССР. Ин-т общей и неорган. химии им. Н. С. Курнакова. — Москва ; Ленинград : [б. и.], 1949 (Москва). — 176 с. : черт.; 22 см.
- Краткое введение в физико-химический анализ [Текст] : (Пособие для первоначального ознакомления) / Акад. наук СССР. Ин-т общей и неорганич. химии им. Н. С. Курнакова. — Москва : Изд-во Акад. наук СССР, 1959. — 123 с. : черт.; 22 см.
- Геометрия химических диаграмм двойных систем [Текст] : О преобразовании координат на диаграммах двойных систем / Акад. наук СССР. Ин-т общей и неорганич. химии им. Н. С. Курнакова. — Москва : Изд-во Акад. наук СССР, 1959. — 187 с. : черт.; 23 см.
- Пособие к практическим занятиям по физико-химическому анализу [Текст] : Водно-солевые системы и некоторые приемы изучения равновесий и превращения фаз / В. Я. Аносов, М. И. Озерова, Н. П. Бурмистрова, А. П. Щедрина. — Казань : Изд-во Казан. ун-та, 1969. — 90 с. : ил.; 20 см.

## Семья
Сын — Аносов, Дмитрий Викторович, академик РАН.